# College Park (Maryland)
College Park ist eine Kleinstadt in Prince George’s County im Bundesstaat Maryland, USA. Das U.S. Census Bureau hat bei der Volkszählung 2020 eine Einwohnerzahl von 34.740 ermittelt.
College Park ist Sitz der University of Maryland und beherbergt seit 1994 eine Außenstelle des NARA. Zudem ist die Stadt Sitz des Nationalen Wetterdienstes der National Oceanic and Atmospheric Administration (NOAA) und des Center for Food Safety and Applied Nutrition (CFSAN).

## Demografie
Laut dem United States Census 2000 leben 24.657 Einwohner in 6030 Haushalten. Durchschnittlich leben 2,65 Personen in einem Haushalt und jede Familie besteht durchschnittlich aus 3,11 Personen. Das Medianalter liegt bei 22 Jahren, das Durchschnittseinkommen bei 50.168 USD pro Jahr. Die Bevölkerungsdichte beträgt 1748,8/km².

## Politik
Der ehemalige  Bürgermeister, Patrick L. Wojahn, war von 2015 bis zu seinem Rücktritt im März 2023 im Amt. Sein Vorgänger war Andrew M. Fellows (2009–2015).

## Persönlichkeiten
- Frances Tiafoe (* 20. Januar 1998), Tennisspieler